# Mori Takadzsi
Mori Takadzsi (Hirosima, 1943. november 24. – 2011. július 17.) japán válogatott labdarúgó.
A japán válogatott tagjaként részt vett az 1964. és az 1968. évi nyári olimpiai játékokon.

## Statisztika
| Japán válogatott | Japán válogatott | Japán válogatott |
| Időszak          | Mérk.            | gól              |
| ---------------- | ---------------- | ---------------- |
| 1966             | 4                | 0                |
| 1967             | 5                | 1                |
| 1968             | 4                | 0                |
| 1969             | 4                | 0                |
| 1970             | 13               | 0                |
| 1971             | 3                | 0                |
| 1972             | 8                | 0                |
| 1973             | 1                | 1                |
| 1974             | 1                | 0                |
| 1975             | 9                | 0                |
| 1976             | 4                | 0                |
| Összesen         | 56               | 2                |